# Stanisław Gabriel Żeleński

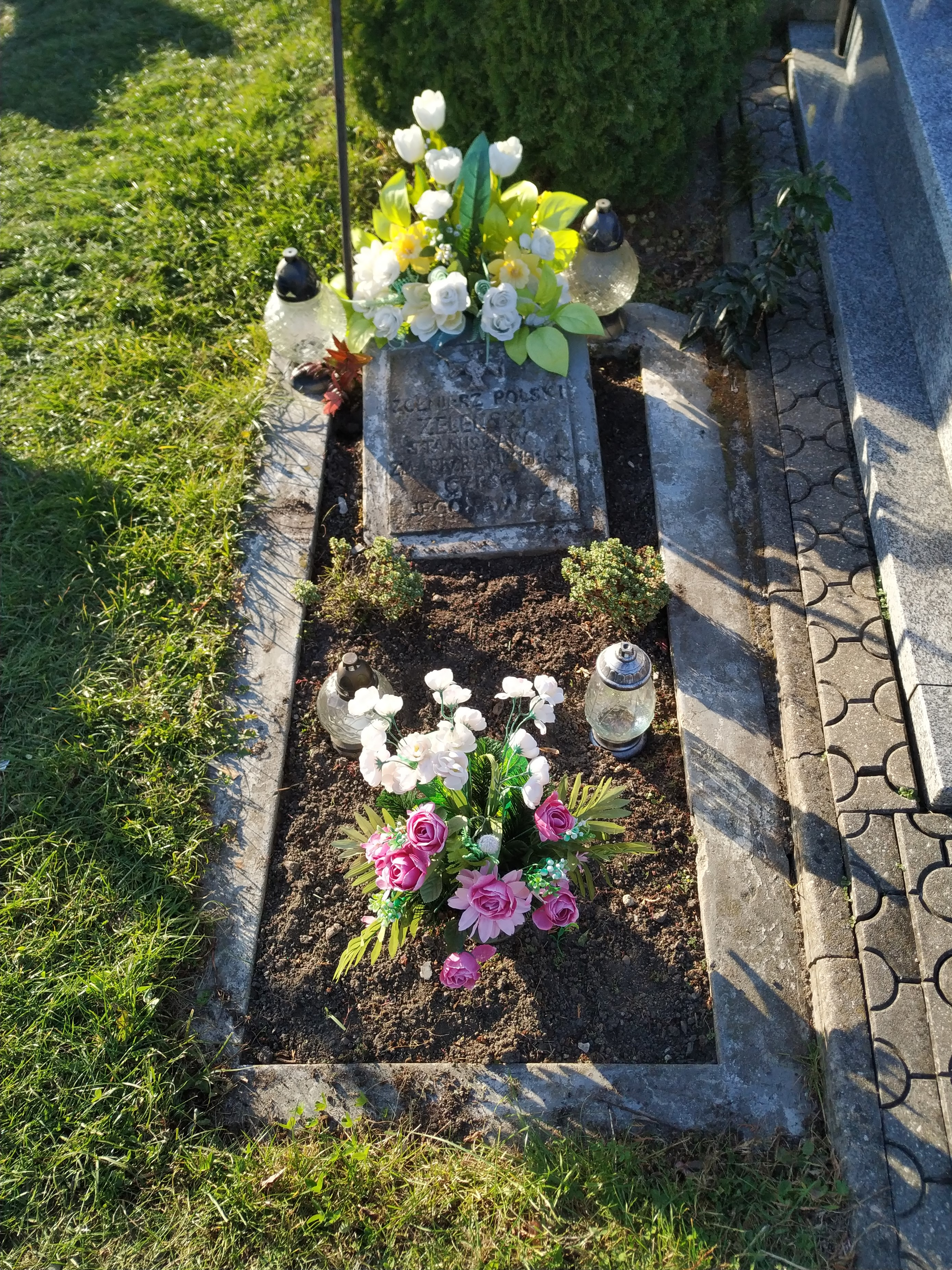
Grób Stanisława Gabriela Żeleńskiego na cmentarzu św. Rocha w Łukowie

Stanisław Gabriel Żeleński (ur. 21 lutego 1873 w Warszawie, zm. 28 sierpnia 1914 pod Łukowem) – krakowski architekt, właściciel i kierownik Krakowskiego Zakładu Witrażów S.G. Żeleński (1904–1914).

## Życiorys
Był bratem literata Tadeusza Kamila Marcjana „Boya” (1874–1941) i urzędnika bankowego Edwarda Narcyza (1878–1910), synem kompozytora Władysława (1837–1921) i Wandy z domu Grabowskiej (1841–1904).
Stanisław Żeleński po ukończeniu studiów na Politechnice Lwowskiej początkowo pracował na stanowisku architekta rządowego Starostwa Krakowskiego. Gdy wraz z architekturą secesyjną rozpowszechniły się witraże nie tylko w kościołach, ale i nawet w budynkach mieszkalnych, Żeleński odkupił w roku 1904 założony w roku 1902 przez architekta Władysława Ekielskiego i malarza Antoniego Tucha zakład wyrobu witraży pod nazwą „Krakowskie Zakłady Witrażów, Oszkleń Artystycznych i Fabryki Mozaiki Szklanej”. Od tego czasu zakład działał pod nazwą „Krakowski Zakład Witrażów S.G. Żeleński”. W roku 1906 zakład został przeniesiony do nowego budynku, zaprojektowanego przez Stanisława Żeleńskiego oraz Ludwika Wojtyczkę przy ulicy Krasińskiego 23. W budynku tym mieści się obecnie Muzeum Witrażu w Krakowie.
Zasługą Stanisława Żeleńskiego było traktowanie firmy jako zakładu rzemiosła artystycznego. Artyści mogli współuczestniczyć w realizacji swoich projektów, dzięki czemu uzyskiwano realizacje zgodne z wymaganiami twórców.
Do roku 1912 wykonano witraże w 53 kościołach i kaplicach w Małopolsce, 27 we Lwowie, 13 w Księstwie Poznańskim i 16 w Królestwie Polskim, a także w wielu budynkach mieszkalnych i użyteczności publicznej.
W czasie I wojny światowej Żeleński służył w austriackiej 12 Dywizji Piechoty tzw. "krakowskiej" jako oficer ordynansowy gen. Tadeusza Jordan Rozwadowskiego. 27 sierpnia 1914 został ciężko ranny w bitwie pod Grądami. Zmarł następnego dnia w Łukowie i tam został pochowany. Okoliczności śmierci opisał gen. Rozwadowski w swych wspomnieniach. Zakład prowadziła nadal jego żona Izabela z Madeyskich. Następnie firmę przejął młodszy syn Stanisława Gabriela i Izabeli – Adam Żeleński (ur. 1 września 1905 w Krakowie, zm. 21 czerwca 1963 w Krakowie).
W okresie powojennym zakład został upaństwowiony, a następnie przekształcony w spółdzielnię. W roku 2001 został nabyty przez prywatnego właściciela Piotra Ostrowskiego, który oprócz zakładu urządził w budynku muzeum witraży. Zakład działa obecnie nadal za zgodą spadkobierców rodziny Żeleńskich pod historyczną nazwą i logiem firmy.
W zakładzie przy ul. Krasińskiego powstały witraże według kartonów Jana Matejki, Stanisława Wyspiańskiego, Józefa Mehoffera, Kazimerza Sichulskiego, Karola Frycza i wielu innych. W późniejszych latach realizowano w nim projekty m.in. Zbigniewa Pronaszki i Wojciecha Jastrzębowskiego.

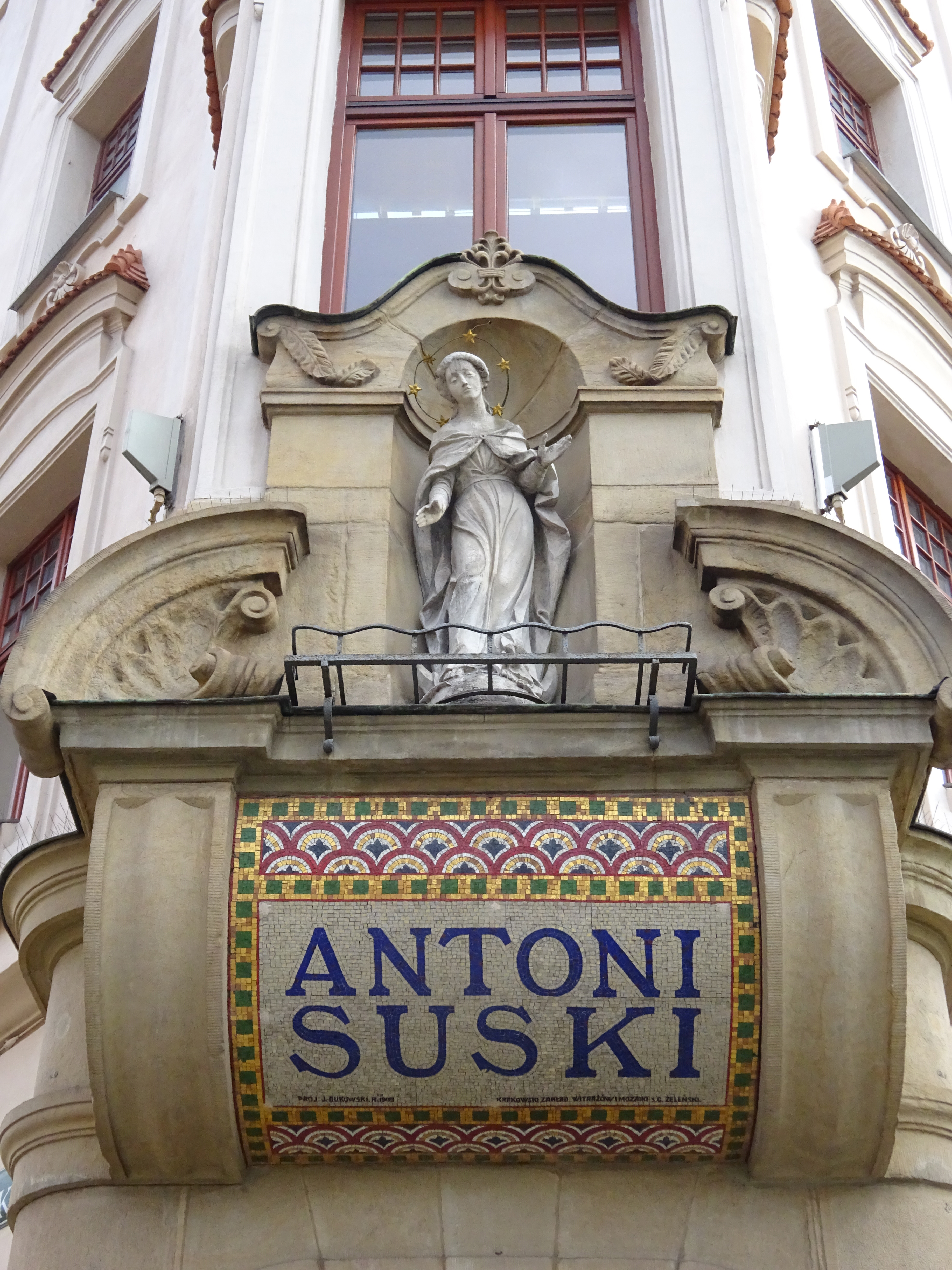
Mozaika w rogu Domu Suskiego w Krakowie nad portalem wejściowym, Kraków pl. Dominikański 6
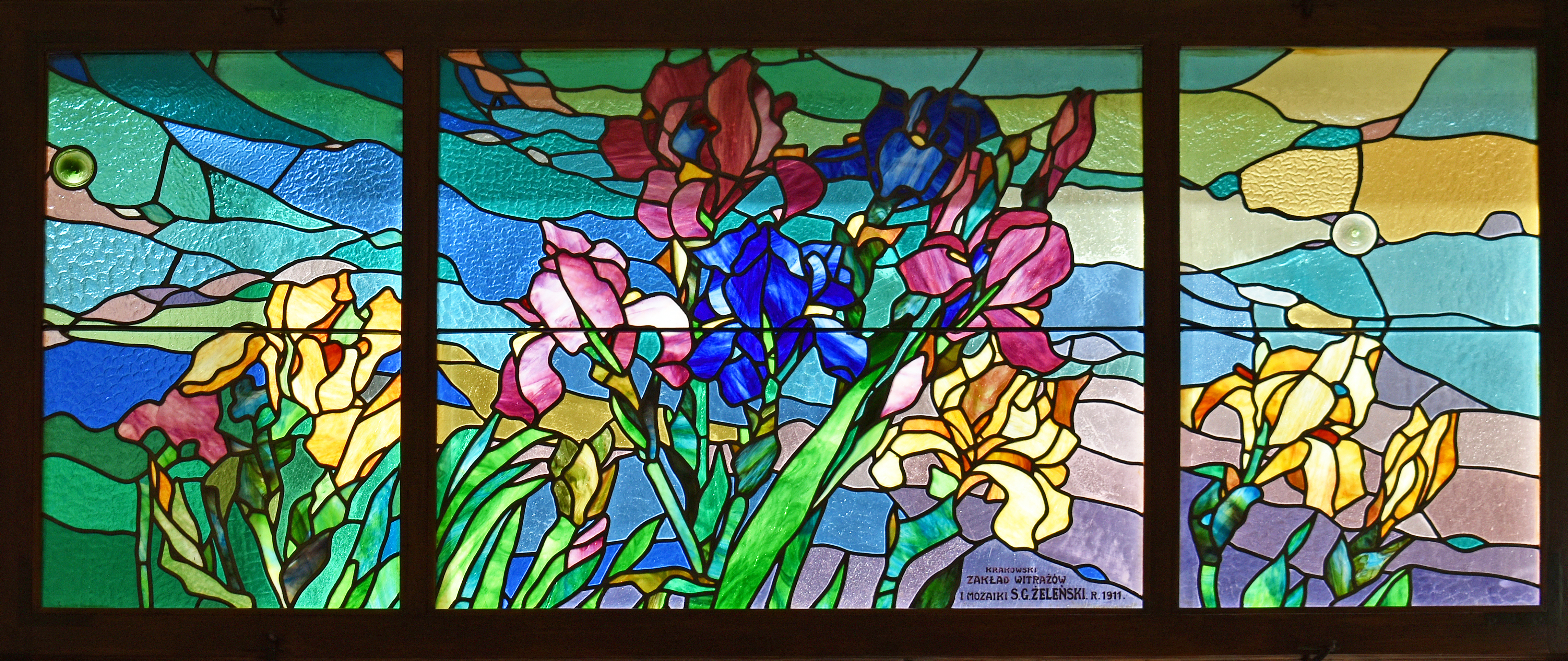
Witraż w kamienicy przy ulicy Karmelickiej 27

## Internet
- Strona internetowa Muzeum Witrażu
- Ostatni rok inżyniera Stanisława Gabriela Żeleńskiego
- Grób Stanisława Gabriela Żeleńskiego w Łukowie